# Imperatriz (escola de samba)
Imperatriz é uma escola de samba de Paso de los Libres, Argentina.

## Segmentos

### Presidentes
| Período        | Presidente | Ref. |
| -------------- | ---------- | ---- |
| ? - atualidade |            |      |

### Diretores
| Ano  | Diretor de Carnaval | Diretor geral de harmonia | Mestre de bateria     | Ref. |
| ---- | ------------------- | ------------------------- | --------------------- | ---- |
| 2016 |                     |                           |                       |      |
| 2017 |                     |                           | Jorge Salvador Ocampo |      |

### Coreógrafo
| Ano  | Nome | Ref. |
| ---- | ---- | ---- |
| 2016 |      |      |
| 2017 |      |      |

### Casal de Mestre-sala e Porta-bandeira
| Ano  | Nome                                  | Ref. |
| ---- | ------------------------------------- | ---- |
| 2016 |                                       |      |
| 2017 | Maximiliano Almirón e Itatí Fernandez |      |

### Corte de bateria
| Período | Rainha             | Madrinha    | Ref.  |
| ------- | ------------------ | ----------- | ----- |
| 2016    |                    |             |       |
| 2017    | Evelyn Yoel Alegre | Fabiana Ron | [ 5 ] |

## Sambas
| Ano  | Colocação | Enredo | Carnavalesco | Intérprete                      | Ref.  |
| ---- | --------- | --- | ------------ | ------------------------------- | ----- |
| 2006 | 3.° Lugar | Siglo XX Cambalache (Século XX Cambalache) |              |                                 |       |
| 2007 | -         | Las Cuatro Estaciones (As Quatro Estações) |              |                                 |       |
| 2008 | 2.° Lugar | Diez Años de Imperatriz (Dez Anos de Imperatriz) |              |                                 |       |
| 2009 | 3.° Lugar | Hadas Protectoras del Planeta (Fadas Protetoras do Planeta) |              | Antonio Paniagua                |       |
| 2010 | 2.° Lugar | El Agua (Água) |              | Antonio Paniagua                |       |
| 2011 | Campeã    | Espíritu Musical de Nuestra Raza (Espírito Musical de Nossa Raça) |              | Antonio Paniagua                |       |
| 2012 | 2.° Lugar | La Magia del Circo (A Magia do Circo) |              | Antonio Paniagua                |       |
| 2013 | 2.° Lugar | Não se apresentou |              |                                 |       |
| 2014 | 2.° Lugar | Gitano Bohemio (Cigano Boêmio) |              | Antonio Paniagua                |       |
| 2015 | 2.° Lugar | La belleza despierta en el espejo, la maldad como reflejo (A beleza desperta no espelho, o mal reflete)                                                                |              |                                 |       |
| 2016 | 2.° Lugar | Enamorado de tus ojos mi Colombina (Apaixonado por seus olhos minha Colombina) (Samba-enredo compuesto por Alejandro Zamudio, Eduardo "Pepi" Vignolles y Mario Martín) |              | Antonio Paniagua y Mario Martín |       |
| 2017 | 2.° Lugar | 20 años. Un cielo azul que viaja (20 anos. Um céu azul que viaja) |              |                                 | [ 6 ] |
| 2018 | Campeã    | ADN Africano (DNA africano) |              | Ronier Gutierrez                |       |
| 2019 |           | Não desfilou |              |                                 |       |
| 2020 | Campeã    | Alas Para Volar (Asas para voar) (Samba-enredo compuesto por Miguel Navarro)                                                                                           |              | Fernando Acosta                 | [ 7 ] |